# CGC Viareggio 1979
Questa voce raccoglie le informazioni riguardanti il CGC Viareggio nelle competizioni ufficiali della stagione 1979.

## Stagione
Sesta stagione in Serie A. Campionato di bassa classifica, senza mai arrivare in zona retrocessione, comunque non lontana. Il 12º posto è l'ultimo posto utile per la salvezza. La vecchia guardia, quella che ha portato il Viareggio in Serie A, gioca il suo ultimo campionato. Largo ai giovani dalla prossima stagione.

## Maglie e sponsor
|  | 1ª divisa | 2ª divisa |

## Rosa
| N° | Naz.              | Ruolo | Sportivo             |  |  |  |
| -- | ----------------- | ----- | -------------------- |  |  |  |
| 1  | Italia (bandiera) | P     | Franco Palagi        |  |  |  |
| 10 | Italia (bandiera) | P     | Alessandro Pardini   |  |  |  |
| 10 | Italia (bandiera) | P     | Vasco Comaschi       |  |  |  |
| 2  | Italia (bandiera) | E     | Marcello Della Latta |  |  |  |
| 3  | Italia (bandiera) | E     | Paolo Bandieri       |  |  |  |
|    | Italia (bandiera) | E     | Mauro Cinquini       |  |  |  |
|    | Italia (bandiera) | E     | Gino Marabotti       |  |  |  |
| 4  | Italia (bandiera) | E     | Riccardo Pardini     |  |  |  |
| 6  | Italia (bandiera) | E     | Lirio Valenti        |  |  |  |
| 7  | Italia (bandiera) | E     | Alessandro Pagni     |  |  |  |
| 8  | Italia (bandiera) | E     | Franco Piacentini    |  |  |  |
|    | Italia (bandiera) | E     | Paolo Maggi          |  |  |  |
|    | Italia (bandiera) | E     | Marco Pardini        |  |  |  |